# Sundar Narain Haksar
Sundar Narain Haksar fue un diplomático indio.

Sundar Narain Haksar  fue hijo de Janak Dulari Haksar  y Shiv Narain Haksar. 
En 1933 se incorporó al Indian Civil Service (British India). Sirvió en varias capacidades en el Punyab. En 1948 fue transferido al Indian Foreign Service.
En 1951 fue consejero de embajada en El Cairo.
En 1953 fue consejero de embajada en Washington, D C.
De 1953 a 1956 fue embajador en Ankara.
De 1956 a 1959 fue embajador en Kabul.
De 1960 a 1963 fue embajador en Roma.
De 1964 a 1966 fue embajador en El Cairo.
De 1968 a 1971 fue embajador en La Haya.